# Abraham Darby IV
Abraham Darby IV (30 de marzo de 1804 - 28 de noviembre de 1878) fue un maestro del hierro británico, el cuarto miembro con este nombre de una familia inglesa de religión cuáquera, continuador de la tradición metalúrgica de sus antecesores.

## Semblanza
Darby nació en 1804 en Dale House, Coalbrookdale (Shropshire). Era hijo de Edmund Darby, miembro de la familia de fabricantes de hierro Darby y de Lucy (de soltera Burlingham) Darby. Abraham Darby III era su tío abuelo.
En 1830, Abraham y su hermano Alfred se hicieron cargo de la gestión de la fundición de Horsehay, una de las varias plantas siderúrgicas propiedad de la empresa familiar, y se propusieron restablecer la reputación de Coalbrookdale, invirtiendo allí en nueva tecnología para la fabricación de hierro forjado.
En 1844, se convirtió en accionista principal de la ferrería de Ebbw Vale en Gales del Sur. Después de una serie de desacuerdos familiares, renunció a su gestión en la Compañía de Coalbrookdale en 1849 y, en 1851, compró Stoke Court, en Stoke Poges en Buckinghamshire y se mudó a vivir allí. También alquiló una propiedad en Treberfydd en Brecknockshire, Gales. Actuó como Juez de paz en ambos condados y, en 1853, fue nombrado Alto Comisario de Buckinghamshire. También se convirtió en miembro de la Institución de Ingenieros Mecánicos.
Aunque nació en una destacada familia cuáquera, Darby se unió a la Iglesia de Inglaterra y pagó la construcción de la iglesia de la Santa Trinidad en Coalbrookdale entre 1850 y 1854. En 1851 se formó una nueva parroquia eclesiástica a partir de Ironbridge y Little Dawley, y Darby se convirtió en patrón del nuevo beneficio eclesiástico, con derecho a nombrar al párroco.
En 1839 se casó con su prima Matilda Frances, hija de Francis Darby. Murió en Treberfydd en 1878 a la edad de 74 años, y fue enterrado en la iglesia que había hecho construir en Coalbrookdale. Después de su muerte, su viuda se convirtió en patrona del beneficio de la iglesia y vivió hasta 1902. Posteriormente, el patrocinio permaneció en manos de los propietarios de la finca de Sunniside hasta 1959, cuando se transfirió al Obispo de Hereford.